# Myoictis
Myoictis là một chi động vật có vú trong họ Dasyuridae, bộ Dasyuromorphia. Chi này được Gray miêu tả năm 1858. Loài điển hình của chi này là Myoictis wallacii Gray, 1858.

## Các loài
Chi này gồm các loài: